# Liechtenstein az 1972. évi nyári olimpiai játékokon
Liechtenstein az NSZK-beli Münchenben megrendezett 1972. évi nyári olimpiai játékok egyik részt vevő nemzete volt. Az országot az olimpián 4 sportágban 6 sportoló képviselte, akik érmet nem szereztek.

## Cselgáncs
| Versenyző           | Versenyszám  | Csoport | 1. forduló                 | 2. forduló        | 3. forduló        | 4. forduló        | Vigaszág 1. forduló | Vigaszág 2. forduló | Vigaszág 3. forduló | Elődöntő          | Döntő             | Helyezés |
| Versenyző           | Versenyszám  | Csoport | Ellenfél Eredmény          | Ellenfél Eredmény | Ellenfél Eredmény | Ellenfél Eredmény | Ellenfél Eredmény   | Ellenfél Eredmény   | Ellenfél Eredmény   | Ellenfél Eredmény | Ellenfél Eredmény | Helyezés |
| ------------------- | ------------ | ------- | -------------------------- | ----------------- | ----------------- | ----------------- | ------------------- | ------------------- | ------------------- | ----------------- | ----------------- | -------- |
| Armin Büchel        | Váltósúly    | A       | Gerold Jungwirth (AUT) · V | kiesett           | kiesett           | kiesett           |                     |                     |                     |                   |                   | 18.      |
| Hans-Jakob Schädler | Félnehézsúly | A       | Pierre Albertini (FRA) · V | kiesett           | kiesett           | kiesett           |                     |                     |                     |                   |                   | 19.      |

## Kerékpározás

### Országúti kerékpározás
| Versenyző | Versenyszám   | Idő           | Helyezés      |
| --------- | ------------- | ------------- | ------------- |
| Paul Kind | Mezőnyverseny | nem ért célba | nem ért célba |

## Sportlövészet
Nyílt
| Versenyző      | Versenyszám       | Pont | Helyezés |
| -------------- | ----------------- | ---- | -------- |
| Louis Frommelt | Sportpuska, fekvő | 580  | 87.      |
| Remo Sele      | Sportpuska, fekvő | 583  | 81.      |

## Torna
Férfi
| Versenyző    | Versenyszám      | Selejtező | Selejtező | Döntő    | Döntő    |
| Versenyző    | Versenyszám      | Pontszám  | Helyezés  | Pontszám | Helyezés |
| ------------ | ---------------- | --------- | --------- | -------- | -------- |
| Bruno Banzer | Talaj            | 15,70     | 107.      | kiesett  | kiesett  |
| Bruno Banzer | Ugrás            | 17,55     | 88.       | kiesett  | kiesett  |
| Bruno Banzer | Korlát           | 17,20     | 88.       | kiesett  | kiesett  |
| Bruno Banzer | Nyújtó           | 17,55     | 67.       | kiesett  | kiesett  |
| Bruno Banzer | Gyűrű            | 16,00     | 104.      | kiesett  | kiesett  |
| Bruno Banzer | Lólengés         | 17,35     | 60.       | kiesett  | kiesett  |
| Bruno Banzer | Egyéni összetett | 101,35    | 88.       | kiesett  | kiesett  |